# Victor Hémery
Victor Hémery (ur. 18 listopada 1876 w Sillé-le-Guillaume, zm. 9 września 1950 w Le Mans) – francuski kierowca wyścigowy.

## Życiorys
Z zawodu był marynarzem. Po raz pierwszy w wyścigu wziął udział w 1902 roku w samochodzie Darracq. W 1904 roku dołączył do fabrycznego zespołu Darracq, gdzie jeździł trzy lata. W tym okresie odniósł trzy poważne zwycięstwa: w 1904 roku wygrał Coppa Florio w kategorii voiturette, a rok później zwyciężył w Pucharze Vanderbilta oraz na Circuit des Ardennes. W tym samym roku samochodem Darracq 200 hp ustanowił rekord prędkości na lądzie, wynoszący 175,42 km/h. W latach 1907–1911 ścigał się samochodami Benz i okazyjnie Mercedesami. W 1908 roku zajął drugie miejsce w Grand Prix Francji oraz Grand Prix USA, wygrał także wyścig Petersburg-Moskwa. Rok później samochodem Blitzen Benz z silnikiem o pojemności 21 litrów ustanowił na torze Brooklands nowy rekord prędkości, wynoszący 202,65 km/h. W 1911 roku startował samochodem FIAT, którym wygrał Grand Prix Francji, a rok później Lorrainem-Dietrichem podczas startów na Brooklands ustanowił kilka rekordów szybkości na różnych dystansach.
W trakcie kariery wyścigowej wywoływał wiele kontrowersji, wielokrotnie łamiąc przepisy i znieważając fotoreporterów. Za naruszenia regulaminu i zachowanie wobec sędziów kilkakrotnie był dyskwalifikowany. Po zakończeniu I wojny światowej ścigał się samochodami Rolland-Pilain, ale bez sukcesów. Następnie wycofał się z aktywnego ścigania i prowadził warsztat samochodowy. Popełnił samobójstwo w 1950 roku.